# Bundesgymnasium und Bundesrealgymnasium Laa an der Thaya
Das Bundesgymnasium und Bundesrealgymnasium Laa ist eine Schule in Laa an der Thaya in Niederösterreich.

## Geschichte
Das Gymnasium in Laa an der Thaya wurde 1911 als Realschule eröffnet.

## Architektur
1913 wurde das monumentale Schulgebäude von dem in Laa geborenen Architekten Friedrich Ferdinand Fischer (1880–1947) errichtet. Die Schule ist ein äußerst groß dimensionierter, sachlich konzipierter Gebäudekomplex, durch flache Risalite in mehrere Abschnitte gegliedert, und der Gebäudeteil, der den Eingangsbereich enthält, ist durch Rundbogenfenster im 1. Obergeschoß ausgezeichnet. An den Baublock wurde die Direktionsvilla angefügt ist. Die Villa wurde mit Loggien, einem polygonalen Eckturm sowie einem Mansarddach im Gegensatz zu dem nüchtern ausgeführten Schulgebäude ausgeführt.

## Schüler
- Günter Fuhrmann (* 1972), Autor, Ausstellungskurator und Kulturmanager
- Richard Gisser (* 1939), Bevölkerungswissenschaftler
- Christian Konrad (* 1943), Bankmanager
- Karl Korab (* 1937), bildender Künstler
- Werner Kummerer (1948–2019), Politiker
- Johanna Mikl-Leitner (* 1964), Politikerin
- Rosemarie Schulak (* 1933), Schriftstellerin
- Michael Stavarič (* 1972), österreichisch-tschechischer Schriftsteller und Übersetzer
- Gernot Zippe (1917–2008), Physiker und Erfinder einer Gaszentrifuge
- Werner Zögernitz (* 1943), Jurist und Politiker